# セルヒオ・ゴンサレス・ポイリエル
セルヒオ・ゴンサレス・ポイリエル（Sergio González Poirrier、1992年4月20日 - ）は、スペイン・マドリード州マドリード出身のサッカー選手。CDレガネス所属。ポジションはDF。

## クラブ経歴
マドリードに生まれ、アトレティコ・マドリードやレアル・マドリードのカンテラに在籍したが、いずれのクラブでもトップチーム昇格は叶わなかった。
2011-12シーズン、ラス・ロサスCFにてアマチュア選手としてデビューし、デビュー以降は主にセグンダ・ディビシオンB以下のリーグに所属するクラブでプレーした。
2018年7月23日、CDミランデスにフリーで加入し、1年契約を交わした。加入後すぐにレギュラーに定着し、同シーズンのクラブのセグンダ・ディビシオン昇格に貢献すると、クラブとの契約を1年間延長し、自身初のセグンダ挑戦が決まった。2019年8月17日、ラージョ・バジェカーノとの試合でプロデビューを果たすと、11月24日のアルバセテ・バロンピエ戦でプロ初ゴールを挙げた。
2020年8月10日、CDレガネスと3年契約を結んだ。